# Província d'Arque

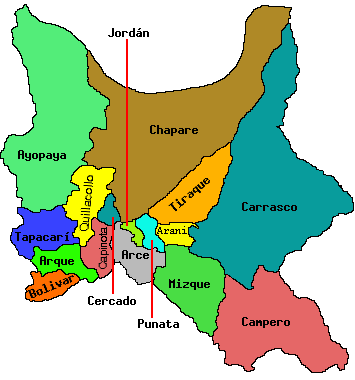
Les províncies del Departament de Cochabamba.

La província d'Arque és una de les 16 províncies del Departament de Cochabamba, a Bolívia. La seva capital és Arque.